# Zetzsche
Zetzsche ist ein deutscher Familienname. 

## Herkunft und Bedeutung
Der Name hat seinen regionalen Ursprung in dem Altenburger Ortsteil Zetzscha.

## Namensträger
- Cornelia Zetzsche, deutsche Journalistin, Autorin, Literaturkritikerin, Hörfunk-Regisseurin und Moderatorin
- Dirk Zetzsche (* 1975), deutscher Jurist, Hochschullehrer und Autor
- Eleonore Zetzsche (1919–2006), deutsche Schauspielerin und Sängerin
- Holger Zetzsche, deutscher Jurist
- Karl Zetzsche (Parteifunktionär) (1894–nach 1937), deutscher Parteifunktionär (NSDAP)
- Karl Eduard Zetzsche (1830–1894), deutscher Mathematiker und Physiker
- Manfred Zetzsche (1930–2023), deutscher Schauspieler
- Richard Zetzsche (1877–1948), deutscher Verwaltungsjurist und Manager